# Barbara Bonansea
Barbara Bonansea (født 13. juni 1991) er en italiensk fodboldspiller, der spiller som angriber og midtbanespiller for Serie A klubben Juventus og Italiens kvindefodboldlandshold.

## Klubkarriere
Efter mere end 100 kampe for  A.C.F. Torino skiftede Bonansea til ACF Brescia i 2012. Bonansea hjalp ACF Brescia med at vinde to ligatitler og to lokale pokalturneringer. Hun vandt også tre italienske super cups i 2014, 2015, 2016. I 2016 blev Bonansea hædret som bedste kvindelige fodboldspiller i Serie A det år. 
I 2017 skiftede Bonansea til Juventus via en free transfer. Hun fik debut mod Atalanta, hvor hun scorede to gange i en 3–0 sejr. Bonansea vandt ligatitlen i hendes første år i klubben. I 2018–19 sæsonen hjalp hun Juventus med at vinde the double, da de vandt både ligatitlen og den italienske pokalturnering.